# Short track na Zimowych Igrzyskach Olimpijskich 1994
Short track na Zimowych Igrzyskach Olimpijskich 1994 odbył się w dniach 22–26 lutego 1994 roku. Zawodnicy i zawodniczki walczyli w trzech męskich i w trzech kobiecych konkurencjach: biegach na 500m, 1000m oraz sztafecie kobiet (na 3000m) i sztafecie mężczyzn (na 5000m). Łącznie rozdano sześć kompletów medali. Zawody odbyły w Hamar, na obiekcie CC Amfi. 

## Mężczyźni

### 500 m
| Miejsce | Państwo          | Zawodnik           | Czas            |
| ------- | ---------------- | ------------------ | --------------- |
| 1       | Korea Południowa | Chae Ji-hoon       | 43.45 (finał A) |
| 2       | Włochy           | Mirko Vuillermin   | 43.47 (finał A) |
| 3       | Wielka Brytania  | Nicholas Gooch     | 43.68 (finał A) |
| 4       | Kanada           | Marc Gagnon        | 52.74 (finał A) |
| 5       | Kanada           | Frédéric Blackburn | 44.97 (finał B) |
| 6       | Korea Południowa | Lee Jun-ho         | 45.13 (finał B) |
| 7       | Szwecja          | Martin Johansson   | 45.24 (finał B) |
| 8       | Australia        | Steven Bradbury    | 45.33 (finał B) |

Data: 24-26.02.1994

### 1000 m
| Miejsce | Państwo          | Zawodnik           | Czas                     |
| ------- | ---------------- | ------------------ | ------------------------ |
| 1       | Korea Południowa | Kim Ki-hoon        | 1:34.57 (finał A)        |
| 2       | Korea Południowa | Chae Ji-hoon       | 1:34.92 (finał A)        |
| 3       | Kanada           | Marc Gagnon        | 1:33.03 (finał B)        |
| 4       | Japonia          | Satoru Terao       | 1:33.39 (finał B)        |
| 5       | Korea Południowa | Lee Jun-ho         | 1:44.99 (finał B)        |
| 6       | Kanada           | Derrick Campbell   | 1:36.12 (czas półfinału) |
| 7       | Wielka Brytania  | Nicky Gooch        | 1:31.77 (czas półfinału) |
| 8       | Kanada           | Frédéric Blackburn | 1:41.71 (czas półfinału) |

Data: 22.02.1994

### Sztafeta 5000 m
| Miejsce | Państwo           | Zawodnik                                                         | Czas                     |
| ------- | ----------------- | ---------------------------------------------------------------- | ------------------------ |
| 1       | Włochy            | Maurizio Carnino, Orazio Fagone, Hugo Herrnhof, Mirko Vuillermin | 7:11.74 (finał A)        |
| 2       | Stany Zjednoczone | Randy Bartz, John Coyle, Eric Flaim, Andrew Gabel                | 7:13.37 (finał A)        |
| 3       | Australia         | Steven Bradbury, Kieran Hansen, Andrew Murtha, Richard Nizielski | 7:13.68 (finał A)        |
| 4       | Kanada            | Frederic Blackburn, Derrick Campbell, Marc Gagnon, Stephen Gough | 7:20.40 (finał A)        |
| 5       | Japonia           | Yūichi Akasaka, Tatsuyoshi Ishihara, Satoru Terao, Jun Uematsu   | 7:19.11 (finał B)        |
| 6       | Norwegia          | Bjørnar Elgetun, Gisle Elvebakken, Tore Klevstuen, Morten Staubo | 7:24.29 (finał B)        |
| 7       | Chiny             | Li Jiajun, Li Lianli, Yang He, Zhang Hongbo                      | 7:19.66 (czas półfinału) |
| 8       | Nowa Zelandia     | Michael McMillen, Andrew Nicholson, Chris Nicholson, Tony Smith  | 7:21.58 (czas półfinału) |

Data: 24-26.02.1994

## Kobiety

### 500 m
| Miejsce | Państwo           | Zawodnik         | Czas                      |
| ------- | ----------------- | ---------------- | ------------------------- |
| 1       | Stany Zjednoczone | Cathy Turner     | 45.98 (finał A)           |
| 2       | Chiny             | Zhang Yanmei     | 46.44 (finał A)           |
| 3       | Stany Zjednoczone | Amy Peterson     | 46.76 (finał A)           |
| 4       | Korea Południowa  | Won Hye-kyung    | 47.60 (finał A)           |
| 5       | Korea Południowa  | Kim So-hee       | 49.01 (finał B)           |
| 6       | Chiny             | Wang Xiulan      | 49.03 (finał B)           |
| 7       | Kanada            | Isabelle Charest | 47.25 (czas ćwierćfinału) |
|         | Chiny             | Yang Yang (S)    | 47.25 (czas ćwierćfinału) |

Data: 24.02.1994

### 1000 m
| Miejsce | Państwo           | Zawodnik         | Czas                        |
| ------- | ----------------- | ---------------- | --------------------------- |
| 1       | Korea Południowa  | Chun Lee-kyung   | 1:36.87 (finał A)           |
| 2       | Kanada            | Nathalie Lambert | 1:36.97 (finał A)           |
| 3       | Korea Południowa  | Kim So-hee       | 1:37.09 (finał A)           |
| 4       | Chiny             | Zhang Yanmei     | 1:37.80 (finał A)           |
| 5       | Chiny             | Yang Yang (S)    | 1:47.10 (finał A)           |
| 6       | Kanada            | Isabelle Charest | 1:37.49 (finał B)           |
| 7       | Kanada            | Sylvie Daigle    | 1:38.82 (czas ćwierćfinału) |
| 8       | Stany Zjednoczone | Cathy Turner     | 1:38.98 (czas ćwierćfinału) |

Data: 26.02.1994

### Sztafeta 3000 m
| Miejsce | Państwo           | Zawodniczki                                                                          | Czas                     |
| ------- | ----------------- | ------------------------------------------------------------------------------------ | ------------------------ |
| 1       | Korea Południowa  | Chun Lee-kyung, Kim So-hee, Kim Yun-mi, Won Hye-kyung                                | 4:26.64 (finał A)        |
| 2       | Kanada            | Christine Boudrias, Isabelle Charest, Sylvie Daigle, Nathalie Lambert                | 4:32.04 (finał A)        |
| 3       | Stany Zjednoczone | Karen Cashman, Amy Peterson, Cathy Turner, Nikki Ziegelmeyer                         | 4:39.34 (finał A)        |
| 4       | Włochy            | Barbara Baldissera, Marinella Canclini, Katia Colturi, Katia Mosconi, Mara Urbani    | 4:34.46 (finał B)        |
| 5       | Rosja             | Jekaterina Michajlowa, Marina Pylajewa, Jelena Tichonowa, Wiktorija Troicka-Taranina | 4:34.60 (finał B)        |
| 6       | Holandia          | Penèlope di Lella, Priscilla Ernst, Anke Jannie Landman, Esmeralda Ossendrijver      | 4:45.40 (finał B)        |
| 7       | Francja           | Valérie Barizza, Sandrine Daudet, Sandra Deleglise, Laure Drouet                     | 4:59.94 (finał B)        |
| 8       | Chiny             | Su Xiaohua, Wang Xiulan, Yang Yang (S), Zhang Yanmei                                 | 4:32.14 (czas półfinału) |

Data: 24.02.1994